# 坂口涼太郎
坂口 涼太郎（さかぐち りょうたろう、1990年8月15日 - ）は、日本の俳優、シンガーソングライター、ダンサー。C.I.A.の元メンバー。
兵庫県神戸市出身。キューブ所属。バイプレーヤーとして存在感を放ち、個性的な顔立ちと独創的な演技により「クセメン」（＝クセの強い）俳優と称される。

## 来歴
一人っ子で両親の愛情を一身に受けて育ち、3歳からピアノを習い始め、幼い頃より両親に連れられて劇場や映画館、美術館に通う。幼稚園の頃の夢は「サーカス団になりたい」で、小学3年の時に観劇したミュージカル『キャッツ』の楽曲「メモリー」に十分意味がわからないながらも雷に打たれたように涙を流し感動して「絶対にあの舞台に立ちたい」と心に決める。中学生となり、ミュージカルに出演するには「まずは踊りを」と森山未來の両親が経営するダンススタジオ「スタジオモダンミリィ」に通い始める。中学時代までを神戸で過ごし、高校入学後に神奈川県茅ヶ崎市に転居する。
ピアノ弾き語りで音楽活動も行う。様々なジャンルのダンスを習う。
2007年、17歳の時にオーディションに誘われ合格し、ダンサーとして森山未來主演・演出のダンス公演『戦争わんだー』に出演し初舞台に立つ。2010年に映画『書道ガールズ!! わたしたちの甲子園』で俳優としてデビューする。
その後もさまざまな映画やテレビドラマ、舞台などにバイプレーヤーとして出演。2016年から2018年に公開された映画『ちはやふる』シリーズにオーディションを経てヒョロこと木梨浩役で出演して、漫画的で実写向きでないとされるキャラクターを「フルCG」ではと言わしめるほどの高いビジュアルの再現度で演じて注目を集める。2019年度前期放送のNHK連続テレビ小説『なつぞら』に新人アニメーターの中島役で出演する。
2020年には「イケメンたちのなかに入っても負けない強烈な個性」がオーディションで評価され花王「アタックZERO」のCM「入会希望者篇」に起用されてアクの強い演技で異彩を放ち、ドラマ『ランチ合コン探偵 〜恋とグルメと謎解きと〜』で神出鬼没の男・鈴木龍之介として毎回異なる設定で登場し強い印象を残して、一度見たら忘れがたい個性的な顔立ちと独創的な演技により「クセメン」（＝クセの強い）俳優として脚光を浴びる。

## 人物
身長は172cm、体重は63kg。血液型はB型。
獅子座。
特技はピアノ弾き語り、ダンス（ジャズ、バレエ、コンテンポラリー、ヒップホップ）。3歳でピアノを、中学でサックスを始めた。高校で神戸から茅ヶ崎に移った際、ノリが合わずに塞ぐ気持ちを自作の歌にして音楽の授業で発表したところ、級友が涙を流し感動したことを機にライブ活動を始める。自身で作詞作曲を手掛けた楽曲をピアノ弾き語りで動画配信している。ダンスが得意な一方、スポーツ、特に球技が苦手と語る。
趣味は散歩、映画鑑賞、旅。笹井宏之の歌集を読んだ影響から短歌も趣味とする。
おかっぱの髪型がトレードマーク。アルバイト先の髪形規定に「耳に髪がかかってはいけない」とあり、美容院で「ここだけ切ってください」と頼んで偶然できあがったマッシュルームヘアが意外に似合っていたことから生まれた髪型で、この髪型にしてからそれまで落ち続けていたオーディションに次々に受かるようになったという。
2023年10月10日放送の相席食堂にて、作詞作曲した「今宵乾杯」をピアノ演奏したところ、番組MCの千鳥から「めっちゃ売れるんちゃう?めっちゃ良いやん」「世の人がこれを知れば」と絶賛された。

## 出演

### 映画
- 書道ガールズ!! わたしたちの甲子園（2010年5月15日、猪股隆一監督） - 村上悟 役（書道パフォーマンスシーンの振付も担当）
- ソフトボーイ（2010年6月19日、豊島圭介監督） - モリ 役
- ちはやふる（小泉徳宏監督） - 木梨浩（ヒョロ） 役
  - ちはやふる 上の句（2016年3月19日）
  - ちはやふる 下の句（2016年4月29日）
  - ちはやふる -結び-（2018年3月17日）
- 秘密 THE TOP SECRET（2016年8月6日、大友啓史監督）
- SUNNY 強い気持ち・強い愛（2018年8月31日、大根仁監督） - 慎二 役
- ギャングース（2018年11月23日、入江悠監督） - 榎本武 役
- Bの劇場（2019年3月15日、並木道子監督） - 泰造 役
- 五億円のじんせい（2019年7月20日、文晟豪監督） - 土屋慎吾 役
- HiGH&LOW THE WORST（2019年10月4日、久保茂昭監督） - サバカン 役
  - HiGH&LOW THE WORST（2022年秋公開予定） - サバカン 役[19]
- 屍人荘の殺人（2019年12月13日、木村ひさし監督） - 秋山 役
- 私がモテてどうすんだ（2020年7月10日、平沼紀久監督） - 坂下 役
- ロックンロール・ストリップ（2020年8月14日、木下半太監督） - ビーバー藤森 役[20]
- 事故物件 恐い間取り（2020年8月28日、中田秀夫監督） - 肉戦車 役[21]
- 小説の神様 君としか描けない物語（2020年10月2日、久保茂昭監督） - 野中 役[22]
- ナニワ金融道（2022年11月25日） - 猫田広海 役
- Sin Clock（2023年2月10日、牧賢治監督） - 番場ダイゴ 役[23][24]
- 言えない秘密（2024年6月28日、河合勇人監督） - 広瀬慎之介 役[25][26]
- 赤羽骨子のボディガード（2024年8月2日、石川淳一監督） - 千坂時規 役[27]
- 劇場版ACMA:GAME 最後の鍵（2024年10月25日、佐藤東弥監督） - 浅井満 役[28]
- アンダーニンジャ（2025年1月24日、福田雄一監督） - 瑛太 役[29]

### テレビドラマ
- Q10（2010年10月16日 - 12月11日、日本テレビ） - 佐野洋 役
- クレオパトラな女たち 第4話（2012年5月9日、日本テレビ）
- 仮面ライダーフォーゼ 第39話・第40話（2012年6月10日・24日、テレビ朝日） - 矢波敬介 役
- DANCE&MUSIC 熱血学園ドラマ 押忍!!ふんどし部!（2013年4月11日 - 7月4日、テレビ神奈川 ほか） - 日野原順 役
  - DANCE&MUSIC 熱血学園ドラマ 押忍!!ふんどし部! シーズン2 〜南海怒濤篇〜（2014年1月3日 - 3月14日、テレビ神奈川 ほか） - 日野原順 役
- 僕のいた時間 最終話（2014年3月19日、フジテレビ） - 永井 役
- あすなろ三三七拍子 第8話（2014年9月2日、フジテレビ）
- 世にも奇妙な物語 '16春の特別編 「美人税」（2016年5月28日、フジテレビ） - 売店のバイト 役
- 重版出来! 第8話（2016年5月31日、TBS）
- グッドパートナー 無敵の弁護士 最終話（2016年6月16日、テレビ朝日） - 生垣太郎 役
- せいせいするほど、愛してる 第7話（2016年8月30日、TBS）
- HOPE〜期待ゼロの新入社員〜 最終話（2016年9月18日、フジテレビ）
- 銀と金 第7話 - 第9話（2017年2月18日 - 3月4日、テレビ東京） - 有田新一 役
- 櫻子さんの足下には死体が埋まっている 第5話（2017年5月21日、フジテレビ） - ジョナサンのウエーター 役
- 仮面ライダーエグゼイド 第34話（2017年6月4日、テレビ朝日） - 草野一郎 役
- FNS27時間テレビ にほんのれきし 『私たちの薩長同盟』（2017年9月10日、フジテレビ）
- 科捜研の女 SEASON 17 第1話（2017年10月19日、テレビ朝日） - 二瀬渉 役
- 99.9-刑事専門弁護士- SEASON II 第5話（2018年2月11日、TBS） - ダンスグループ 役
- デイジー・ラック 第3話・第4話、第8話、最終話（2018年5月4日・11日、6月8日、6月22日、NHK総合） - 桃井 役
- ゼロ 一獲千金ゲーム 第2話 - 第9話（2018年7月22日 - 9月16日、日本テレビ） - 島津 役
- SUITS/スーツ 第1話（2018年10月8日、フジテレビ） - 八木田健太郎 役
  - SUITS/スーツ2 第1話 - 第12話（2020年4月13日 - 9月28日）
- フェイクニュース あるいはどこか遠くの戦争の話（2018年10月20日・27日、NHK総合） - 神崎慎平 役
- 犬神家の一族（2018年12月24日、フジテレビ） - 犬神佐智 役
- 刑事ゼロ 第7話（2019年2月21日、テレビ朝日） - 榊原伸一 役
- イノセンス 冤罪弁護士 第7話（2019年3月2日、日本テレビ） - 目撃者 役
- 必殺仕事人2019（2019年3月10日、ABCテレビ・テレビ朝日系） - 権左 役
- リーガル・ハート〜いのちの再建弁護士〜 第2話 - 最終話（2019年7月29日 - 9月2日、テレビ東京） - 武藤弁護士 役
- 連続テレビ小説（NHK）
  - なつぞら 第121話 - 第139話（2019年8月19日 - 9月9日） - 中島 役
  - エール 第17話（2020年4月21日） - 野島夏彦 役[30]
  - おちょやん（2020年 - 2021年） - 須賀廼家百久利 役[31][32]
  - らんまん（2023年4月3日 - 9月29日） - 伸治 役
- べしゃり暮らし 第7話・最終話（2019年9月7日・14日、テレビ朝日） - 内川修一 役
- カフカの東京絶望日記 第3話 - 最終話（2019年9月27日 - 10月25日、MBS） - 取手イタル 役
- 磯野家の人々〜20年後のサザエさん〜（2019年11月24日、フジテレビ） - 佐々木 役
- ランチ合コン探偵 〜恋とグルメと謎解きと〜（2020年1月9日 - 3月12日、読売テレビ・日本テレビ系） - 鈴木龍之介 役[33]
- 100文字アイデアをドラマにした! 第7話（2020年3月3日、テレビ東京） - 戸部和樹 役
- FAKE MOTION -卓球の王将-（2020年4月9日 - 5月28日、日本テレビ） - 後藤洋二郎 役
- 恐怖新聞（2020年8月29日 - 10月10日、東海テレビ・フジテレビ系） - 鬼形礼（片桐ともを） 役[34]
- ルパンの娘 第2シリーズ 第1話（2020年10月15日、フジテレビ） - 佐伯光晴 役
- あのコの夢を見たんです。 第8話（2020年11月21日、テレビ東京）
- 世にも奇妙な物語 '21 秋の特別編「スキップ」（2021年11月6日、フジテレビ） - アイツ役[35]
- 剣樹抄〜光圀公と俺〜 第6話 - 第8話（最終話）（2021年11月5日 - 12月24日、NHK BSプレミアム） - 柏 役
- 特捜9 season5 第2話（2022年4月13日、テレビ朝日） - 入江慎平 役
- 『星新一の不思議な不思議な短編ドラマ』『不眠症』（2022年4月19日、NHK BS4K・BSプレミアム）[36]
- テッパチ! 第1話 - 第6話（2022年7月6日 - 8月10日、フジテレビ） - 渡辺淳史 役[37]
- 最果てから、徒歩5分 第7話（2022年11月19日、BSテレビ東京） - 金田金太郎 役[38]
- 罠の戦争（2023年1月16日 - 3月27日、関西テレビ・フジテレビ） - 貝沼永太 役[39]
- 藤子・F・不二雄 SF短編ドラマ『テレパ椎』（2023年4月16日、NHK BSプレミアム・NHK BS4K）- 与脇 役
- ホスト相続しちゃいました（2023年4月18日 - 7月4日、関西テレビ・フジテレビ） - ナッシー 役[40]
- ああ、ラブホテル 〜秘密〜 第7話「HAPPENING KILLER」（2023年6月30日、WOWOW） - 富澤修 役[41]
- 18/40〜ふたりなら夢も恋も〜（2023年7月11日 - 9月12日、TBS） - 本橋和也 役[42]
- おっさんずラブ-リターンズ- 第9話（最終話）（2024年3月1日、テレビ朝日） - 鋼沢入鹿 役
- ACMA:GAME アクマゲーム 第5話 - 最終話（2024年5月5日 - 6月9日、日本テレビ） - 浅井満 役[43]
- ビリオン×スクール（2024年7月5日 - 9月13日、フジテレビ） - 溝口信雄 役[44]
- 正直不動産ミネルヴァ Special（2025年2月5日、NHK BS） - 旗憲優 役[45]
- 愛の、がっこう。（2025年7月10日 - 、フジテレビ） - 竹千代 役[46]

### 配信ドラマ
- TAKE BLUE 第2話 - 最終話（2011年、堤幸彦監督作品 予告編+本編6話 洋服の青山FACEBOOK連動） - 青山刑事 役
- 飛び出せ!青山君（2011年、洋服の青山「TAKE BLUE」side story） - 青山君メインの全6話webドラマ  青山君 役
- すじぼり（2019年6月21日 - 8月9日、U-NEXT） - 上野翔平 役
- ランチ合コン探偵〜恋とグルメと謎解きと〜 合コン相手が来ない!?（2020年3月13日・20日、Hulu） - 鈴木龍之介 役
- 生配信演劇「夢路空港」（2022年4月16日、オンデマンド 4月17日 - 5月8日、配信、オンライン劇場ZA） -  ゆうくん（髭右近裕一） 役
- 賭けからはじまるサヨナラの恋（2023年7月20日 - 9月7日、U-NEXT） - 鈴木健吾 役[47]
- サニー（2024年7月17日 - 、Apple TV+） - 第3話～[48]
- 『ビリオン×スクール』FODオリジナルストーリー（2024年9月13日、FOD） - 溝口信雄 役[49]

### バラエティ番組
- ネオコラ!〜東京環境会議〜（ - 2009年1月、フジテレビ）
- シャキーン!「インフミトリオ」（2012年4月16日 - 、NHK Eテレ） - 声の出演
- 痛快TV スカッとジャパン（フジテレビ） - 再現VTRに不定期出演
- 秘密のケンミンSHOW 極2時間SP（2021年11月18日、日本テレビ）

### 舞台
- 「戦争わんだー」（2007年8月 - 9月、新神戸オリエンタル劇場・シアター1010、出演・演出：森山未來） - ダンサー
- cube neXt「押忍!!ふんどし部!」（2010年11月、山野ホール、演出：河原雅彦） - 日野原順 役
  - 「押忍!!ふんどし部!」再演（2012年1月、CBGKシブゲキ!!）
  - 「押忍!!ふんどし部!」再々演（2013年2月、CBGKシブゲキ!!）
  - 「続!押忍!!ふんどし部!」（2013年9月、CBGKシブゲキ!!）
- 「琉球ロマネスク テンペスト」（2011年2月、赤坂ACTシアター・3月、新歌舞伎座、演出：堤幸彦） - アンサンブル出演
- スタジオモダンミリィ20周年記念公演「HISTORY〜それぞれの20周年…そして、今」（2011年6月、新神戸オリエンタル劇場）
- 「Re:きみに…」（2012年8月、新宿シアターミラクル、作・演出：仲島義侍） - ゲスト出演
- ミュージカル・コメディ「ロイヤルホストクラブ」（2013年4月、シアター1010、作・演出：竹本敏彰） - 川端ゴロー 役
- アリー・エンターテイメントプロデュース「千年マチコ 〜書房編〜」（2014年8月、シアターグリーンBOX in BOX THEATER、演出：小暮邦明） - 三ツ井恭平 役
- ミュージカル「ヴェローナの二紳士」（2014年12月、日生劇場、演出：宮本亜門） - ラーンス 役
- cube presents PRINCE LIVE 〜2015 SUMMER〜（2015年7月、CBGKシブゲキ!!、演出：林希）
- 花より男子 The Musical（2016年1月、シアタークリエ・福岡サンパレス、2月、愛知県芸術劇場 大ホール・サンケーホールブリーゼ）
- 木ノ下歌舞伎
  - 「勧進帳」（2016年7月・10月 - 11月、松本・京都・豊橋・北九州、演出：杉原邦生） - 富樫左衛門 役
    - 再演（2018年3月、横浜）
    - 三演（2018年11月、フランス/パリ - ポンピドゥ・センター）
    - 四演（2023年9月 - 11月、東京・那覇・上田・岡山・山口・水戸・京都）[50][51]

  - 舞踊公演「三番叟」（2018年6月、まつもと市民芸術館 小ホール、演出：杉原邦生） - 翁 役
  - 「三人吉三廓初買」（2024年9月 - 10月、東京芸術劇場 プレイハウス・地方、演出：杉原邦生） - お嬢吉三 / 花巻 / 乞食三 役[52]
- パルコ・プロデュース「露出狂」（2016年9月 - 10月、Zeppブルーシアター六本木、演出：中屋敷法仁） - 野宮 役【チーム出(いずる)】
- 「K.テンペスト 2017」（2017年2月、まつもと市民芸術館 特設会場、3月、KAAT神奈川芸術劇場 中スタジオ、演出：串田和美） - セバスチャン 役
- 手塚治虫 生誕90周年記念「Amazing Performance W3（ワンダースリー）」（2017年11月 - 12月・2018年2月、DDD AOYAMA CROSS THEATER、演出：ウォーリー木下） - プッコ中尉 役
- モダンボーイズ（2021年4月3日 - 4月16日、東京・新国立劇場 中劇場）[53]
- KAAT神奈川芸術劇場プロデュース 音楽劇「愛と正義」（2025年2月21日 - 3月2日、KAAT神奈川芸術劇場 中スタジオ） - エビナウチ / アク 役[54]

### ライブ・イベント
- gravity
  - 「gravity Live vol.4」（2010年7月23日、新宿FACE） - ダンスゲスト
  - 「gravity × 茉奈 佳奈 Special Live」（2012年3月30日・31日、CBGKシブゲキ!!・4月28日、HEP HALL）
  - 「gravity × 茉奈 佳奈 Special  Live2」（2013年12月28日・29日、CBGKシブゲキ!!）
- 「押忍ふん夏まつり」（2011年8月22日、CBGKシブゲキ!!）
- 「鍵歌上等2012 Round 2」（2012年2月12日、高田馬場 四谷天窓.comfort）
- 「プレゼント◆タイム 〜僕たちのクリスマスパーティーへようこそ〜」（2013年12月21日、博品館劇場、演出：富田昌則） - 「押忍!!ふんどし部!」として出演

### CM
- 日本コカ・コーラ株式会社 FANTA「移動」篇（2010年6月 - ）
- ROUND1「大学生編」（2010年9月 - ）
- 5いっしょ3ちゃんねる GTSCKちゃんキャラクターボイス（2011年6月 - 、在京地域局の地上デジタルChキャラクター）
- NTTドコモ Xi 映画配信サービス「Hulu編」（2011年10月 - ）
- ガンホー・オンライン・エンターテイメント パズル&ドラゴンズ「上手にコラボできました〜篇」（2017年5月 - ）
- 花王 アタックZERO 洗濯愛してる会「入会希望者篇」（2020年1月 - ）[8][16]

### MV
- wacci「Ah!Oh!」（2017年）